# Comunitat de comunes del Pays de Sainte-Odile
La Comunitat de comunes del Pays de Sainte-Odile (oficialment: Communauté de communes du Pays de Sainte-Odile) és una Comunitat de comunes del departament del Baix Rin, a la regió del Gran Est.
Creada al 1998, està formada sis municipis i la seu es troba a Obernai.

## Municipis
1. Bernardswiller
2. Innenheim
3. Krautergersheim
4. Meistratzheim
5. Niedernai
6. Obernai